# Estadi d'Ondarreta
L'Estadi d'Ondarreta era un recinte esportiu dedicat al futbol de la ciutat de Sant Sebastià, situat al costat de la Platja d'Ondarreta.
Es va inaugurar el 1906, en partit del San Sebastián Recreation Club. Fou el camp de futbol de la Reial Societat entre 1909 i 1913, quan fou reemplaçat per l'Estadi d'Atotxa. Fou la seu de la final de la Copa del Rei de 1910.